# جولیت آبری
جولیت آبری (انگلیسی: Juliet Aubrey؛ زادهٔ ۱۷ دسامبر ۱۹۶۶) هنرپیشه اهل انگلستان است.
از فیلم‌ها یا برنامه‌های تلویزیونی که وی در آن نقش داشته‌است می‌توان به باغبان وفادار، آیریس، به سارایوو خوش‌آمدید و میدل‌مارچ اشاره کرد.